# Hypericum tortuosum
Hypericum tortuosum là một loài thực vật có hoa thuộc họ Clusiaceae.
Loài này chỉ có ở Yemen.
Môi trường sống tự nhiên của chúng là rừng khô nhiệt đới hoặc cận nhiệt đới và vùng cây bụi khô khu vực nhiệt đới hoặc cận nhiệt đới.